# João Espregueira Mendes
João Duarte Coelho do Sameiro Espregueira Mendes (Porto, 5 de março de 1960) é um cirurgião ortopedista português, especializado em medicina desportiva, ortopedia, traumatologia do desporto e cirurgia do joelho.

## Biografia
Nasceu na freguesia de Paranhos, no concelho do Porto, em 5 de Março de 1960. Frequentou a Universidade do Porto, onde se licenciou em medicina.
Exerce como cirurgião, tendo sido a terceira geração da sua família, após João Manuel Espregueira Mendes (pai) e João de Espregueira Mendes (avô), a especializar-se na ortopedia. Foi classificado pelo jornal Dinheiro Vivo em 2021 como «um dos mais conceituados e reconhecidos cirurgiões ortopédicos do mundo».
Nos princípios da década de 2000, o grupo SONAE estabeleceu uma parceria com João Espregueira Mendes, na qualidade de especialista, para o planeamento de um novo hospital privado na cidade do Porto. Ao jornal Público, Espregueira Mendes comentou que a nova unidade de saúde seria «um hospital privado como não existe na cidade do Porto, em termos de fazer o 'pleno' no atendimento dos doentes: pretende-se que seja aberto a toda a gente e consiga proporcionar todos os cuidados, de forma generalista». Foi também nesta época que foi assinado um acordo entre o Futebol Clube do Porto e a sociedade Saúde Atlântica, no sentido de estabelecer uma clínica no interior do Estádio do Dragão, tendo Espregueira Mendes manifestado então a vontade de a colocar a funcionar ainda durante o Euro 2004. Porém, só em 2006 é que foi organizada a clínica Saúde Atlântica, mais conhecida como Clínica do Dragão ou Clínica Espregueira Mendes, que em 2014 foi considerado pelo Jornal de Notícias como «a clínica de medicina e traumatologia desportiva mais bem sucedida da Península Ibérica e uma das mais reconhecidas do mundo». Em 2013, a Clínica do Dragão recebeu o mais importante reconhecimento internacional como Centro Médico de Excelência da FIFA, devido aos serviços de excelência prestados na área da Medicina Desportiva. Este feito destaca-se por ter sido a primeira clínica a receber este reconhecimento na Península Ibérica, e ainda único em Portugal.
Em 2008, esteve à frente da 13.ª edição do congresso da ESSKA - Sociedade Europeia de Traumatologia Esportiva, Cirurgia e Artroscopia do Joelho, tendo ocupado o posto de presidente daquela organização entre 2012 e 2014. Em 2014, fundou o Centro de Investigação D. Henrique , uma instituição sem fins lucrativos para o desenvolvimento de projetos de investigação na área da ortopedia e traumatologia. Em 2017 participou como especialista no encontro Knee Sport Meeting, na cidade espanhola de Gijón, e em Setembro desse ano foi o principal responsável pela organização da quarta edição das Jornadas Saúde Atlântica, no Porto, que teve como finalidade discutir o tema das lesões desportivas, que reuniu alguns dos maiores especialistas mundiais sobre a medicina do desporto. Em Março de 2019, foi inaugurado o centro cultural Espaço João Espregueira Mendes, criado em parceria entre o Museu do Futebol Clube do Porto e da família Espregueira Mendes.
Em 2021, o jornal Dinheiro Vivo noticiou que Espregueira Mendes estava a planear, em conjunto com a Growth Partners Capital e a Unilabs, o desenvolvimento de uma extensa rede de clínicas e unidades móveis em território nacional, num investimento de cerca de cinquenta milhões de euros, baseada na sua unidade de saúde no estádio do Porto. Também em 2021, a Clínica do Dragão foi renomeada como rede Clínicas Espregueira - FIFA Medical Centre of Excellence, tendo em conta a expansão projetada em Portugal e em Espanha. 
Em 2021 foi eleito como presidente da ISAKOS - Sociedade Mundial de Traumatologia Desportiva, tendo sido o primeiro português a ocupar aquele posto. Durante a cerimónia de inauguração, classificou a sua nomeação como «o momento mais prestigiante de sempre da Medicina Desportiva portuguesa e uma enorme oportunidade de fazer brilhar a cultura médica lusófona».

## Atividades sociais
Ao longo de sua vida, João Espregueira Mendes tem estado, profundamente, envolvido na sua comunidade e com a cidade do Porto, participando em ações beneficentes. É o patrocinador do "Lar Luísa Canavarro" (antigo "Abrigo Maternal do Dr. João de Espregueira Mendes") e do "Espaço João Espregueira Mendes", que inclui uma galeria de arte no Museu do FC Porto. 